# Stazione di Le Piagge
Stazione di Le Piagge vasútállomás Olaszországban, Firenze településen.

## Vasútvonalak
Az állomást az alábbi vasútvonalak érintik:
- Pisa–Firenze-vasútvonal

## Kapcsolódó állomások
A vasútállomáshoz az alábbi állomások vannak a legközelebb:
- Stazione di San Donnino-Badia (Stazione di Pisa Centrale, Pisa–Firenze-vasútvonal)
- Stazione di Firenze Rifredi (Stazione di Firenze Santa Maria Novella, Pisa–Firenze-vasútvonal)
- Stazione di Firenze Castello (Stazione di Firenze Castello, Bologna–Firenze-vasútvonal)